# Fusil photographique

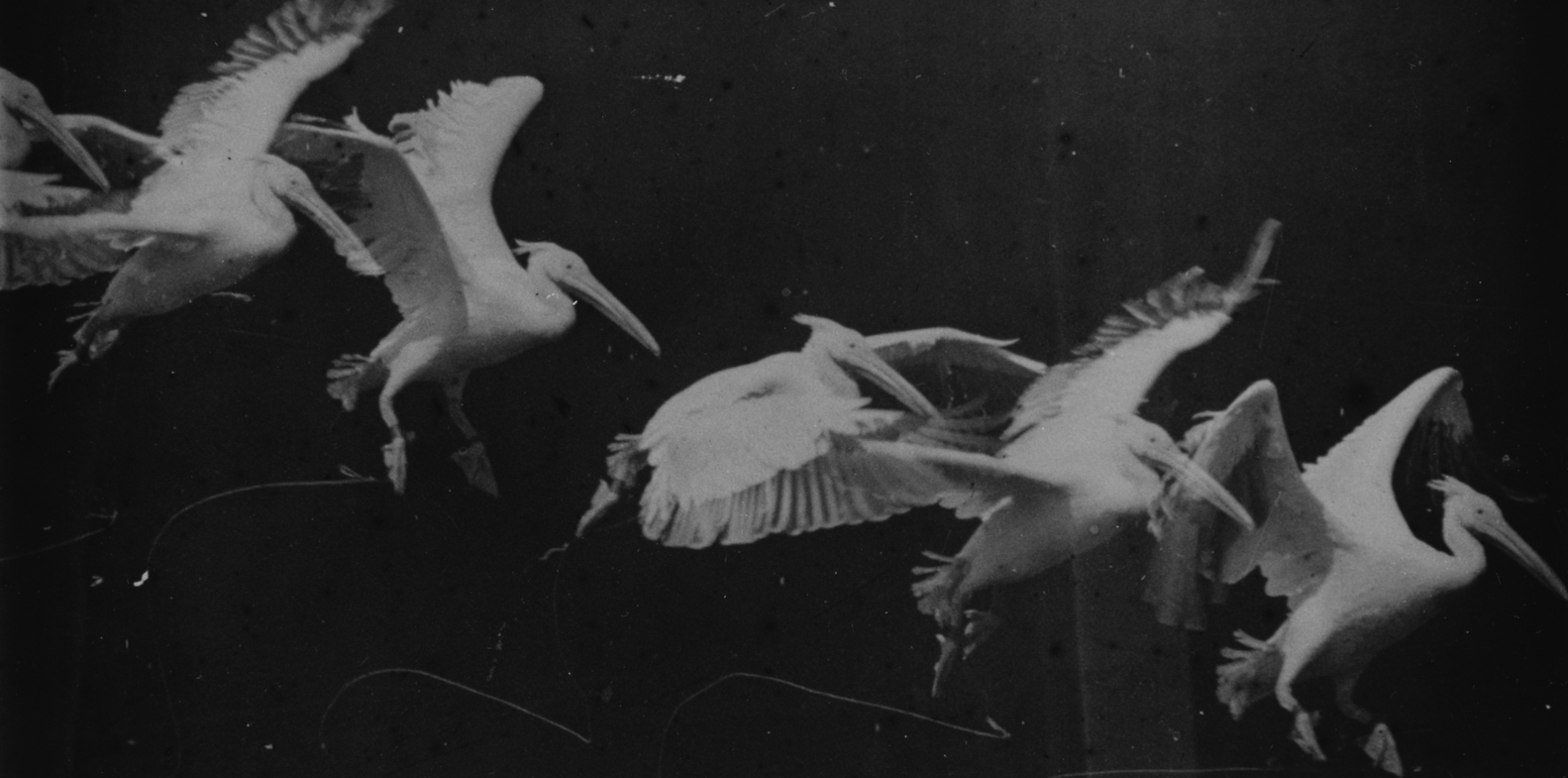
Pélican volant, chronophotographie par Marey (1882). Plusieurs mouvements sur une seule plaque photographique, pris avec l'appareil chronophotographique de Marey et non avec son fusil.

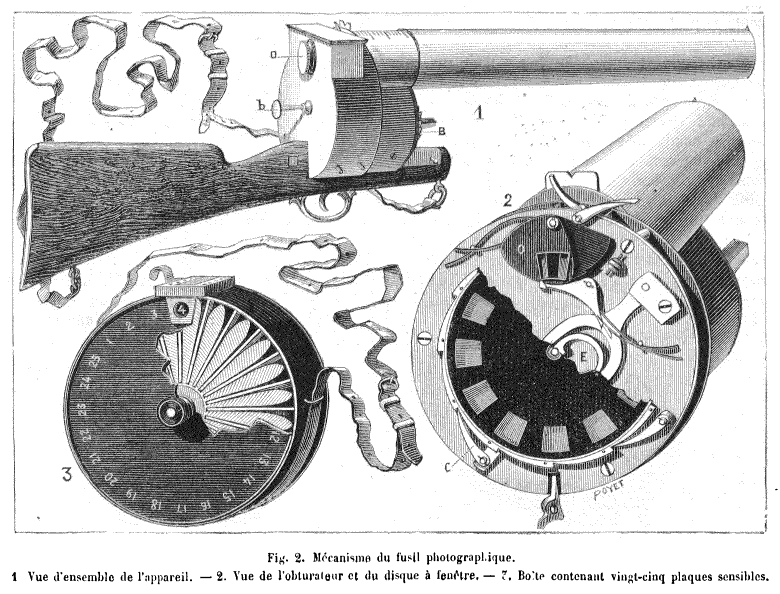
Gravure présentant le mécanisme du fusil photographique, présentée par la revue de vulgarisation scientifique La Nature en 1882.

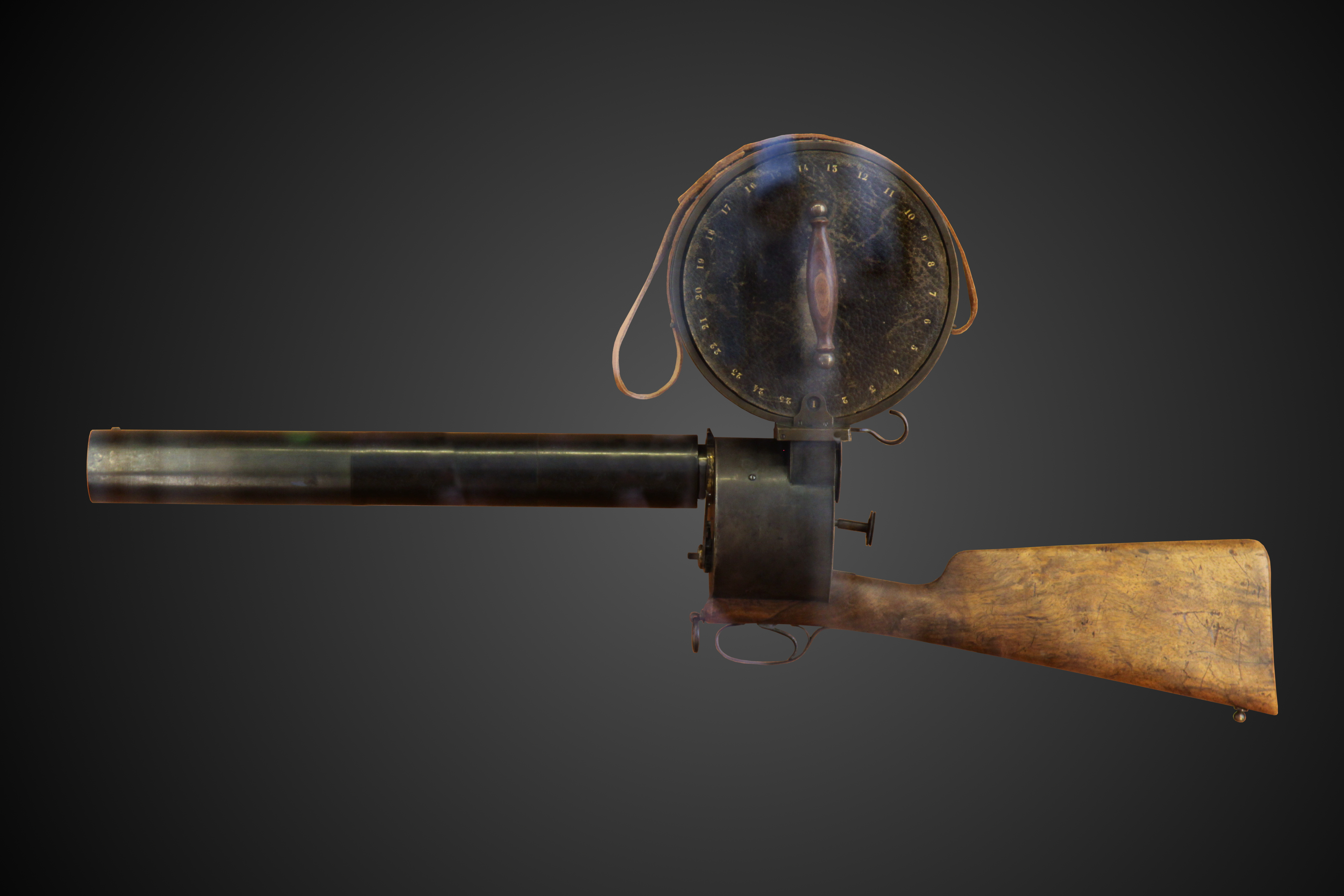
Fusil photographique de 1882 adapté à la pellicule en 1888, Musée des Arts et Métiers.

Le fusil photographique est un appareil photographique muni d'une crosse semblable à celle d'un fusil traditionnel et destiné à l'observation du vol des oiseaux, et inventé par  Étienne-Jules Marey. Un exemplaire de l'invention est exposé à Beaune, au musée qui porte le nom de son inventeur.

## Histoire
Cet appareil photo d'un genre nouveau fut inventé à Naples, où il résidait une partie de l’année, entre janvier et février 1882 par le médecin et physiologiste Étienne-Jules Marey
Cette invention constitue une transition entre la photographie et le cinématographe des frères Lumière. Elle ouvre la voie à l’étude, par exemple, de la morphologie fonctionnelle.

## Principe
L'appareil est muni à l'origine d’une chambre dotée d'un barillet entrainé par un rouage d'horlogerie, dont la révolution entraîne, de façon saccadée, une plaque sensible circulaire ou octogonale en verre qui tourne derrière l'objectif. Ce dispositif permet de capter douze images consécutives par seconde, avec un temps de pose de 1/720e de seconde (voire, au besoin, un temps de pose moitié de 1/1440e de seconde). La plaque, une fois développée, montre les 12 images disposées circulairement sur toute la circonférence du disque. Ensuite, « si l'on dispose [par exemple] des photographies d'oiseaux [ainsi captées] sur un phénakistiscope, on reproduit bien l'apparence des mouvements du vol »,,.

## Quelques captations par le fusil photographique
Ci-dessous sont présentée quelques animations modernes effectuées d'après les disques d'origine (ou plutôt leur positif).
Il convient de rappeler que ces "animations gif" donnent de bien meilleurs résultats visuels que ce que pouvaient donner les animations par phénakistiscope (fût-il projecteur) de l'époque.
Les images de certaines animations ont été recalées au mieux afin de stabiliser ces animations (pour plus de confort visuel, donc).

Disque présentant les 12 images de la captation d'une mouette en vol
Captation d'une mouette en vol.
Carriole attelée, captée par le fusil photographique.
Captation du mouvement d'un landau attelé.

## Origines
Cette invention destinée à la chronophotographie est inspirée de la méthode employée par Jules Janssen dans son revolver photographique pour l’observation du transit de Vénus à Nagasaki en 1874. 

## Évolutions
Marey fait une communication de ses résultats à l'Académie des sciences le 13 mars 1882,, puis le 10 avril, des images en série du vol de la mouette et de la chauve-souris y sont présentées,,, ainsi que dans la revue La Nature le 22 avril de la même année, accompagnée de planches montrant son étude du mouvement des oiseaux en vol.
Il modifie plusieurs fois son fusil photographique, en 1888 pour l'adapter à la pellicule de papier sensible, et principalement en 1889 pour utiliser le film souple en nitrate de cellulose inventé par l'américain John Carbutt et commercialisé par George Eastman, qui fait diffuser ce support en Europe et à Paris par Paul Nadar et Balagny, après l'avoir présenté à l'exposition universelle de 1889 avec son appareil Kodak no 1 (versions des musées de Beaune et des Arts et Métiers (ci-contre à droite) et celle (no 5) conçue entre 1896 et 1899 conservée à la Cinémathèque française, pour bandes de 35 mm de large et 20 m de long, qui constitue la première caméra portative).

## Motivations
Étienne-Jules Marey les explique ainsi   :

« Je suis fasciné par le mouvement qui est le signe le plus apparent de la vie. Je voudrais tellement arriver à comprendre les mécanismes de plusieurs lois de la Nature. Je cherche tous les moyens de capter des traces visuelles de ces mouvements car je me méfie de nos sens dont la perception est trop lente et trop confuse. La trace reste, le mouvement s’en va. »

### Liens  externes
- L'article de la Nature sur Wikisource : Le Fusil photographique
- Histoire de Fotosniper